# Szily János (püspök)
Felsőszopori Szily János (Felsőszopor, 1735. augusztus 30. – Szombathely, 1799. január 2.) magyar római katolikus pap, Szombathely első püspöke.

## Élete

### Származása
Nemesi családban született Sopron vármegyében, a katolikus nemes felsőszopori Szily Farkas (†Felsőszopor, 1771. május 19.) és az evangélikus Poltinger Erzsébet (Locsmánd – Felsőszopor, 1758. szeptember 24.) fiaként. Egy apjának írt családi levélből az tűnik ki, hogy feltehetőleg augusztus 29. volt születésének valódi napja. A családja Erdélyből, egy Szatmár vármegyében található Felsőszopor nevű településről származik, véletlen, hogy Sopron vármegyei lakóhelyüknek is pont ez volt a neve.
Testvérei:
- Zsófia (Felsőszopor, 1723. június 24.[5] – ) férje: nemes Csóy Ádám
- Katalin (Felsőszopor, 1725. december 2.[6] – ) férje: Etényi Ádám
- Mária (Felsőszopor, 1728. április 23.[7] – ) férje: nemes nagygeresdi Kiss Mihály
- Julianna (Felsőszopor, 1730. május 18.[8] – Felsőszopor, 1764. szeptember 12.)[9] 1. férje: nemes Sorok András (Győr, 1709. szeptember 9. – ) 2. férje: Nemeskér, 1761. április 12.[10] nemes Doctorits Ferenc. Első házasságából született lánya, nemes Sorok Borbála (Győr, 1758. május 20.[11] – ), akit szülei halála után a püspök nevelt fel.
- Sándor Felsőszopor, 1733. április 26.[12] – )

### Tanulmányai
A gimnáziumot Sopronban végezte, egy jezsuita rendi iskolában, ezután Győrben a kisszemináriumban tanult tovább. 1755-ben, húszéves korában Rómába ment, ahol három évig a neves Collegium Germanicum-Hungaricum növendéke volt. Itt barátkozott össze a későbbi Franziskus Herzan von Harras bíborossal, aki később követte a szombathelyi püspökség élén. 1758-ban teológiai és filozófiai doktori címet szerzett, és szeptember 3-án pappá szentelték. Először káplán volt, majd Zichy Ferenc püspök titkára. Csillaga gyorsan emelkedett és egyre magasabb posztokba jutott. A vasvári és szombathelyi társaskáptalan kanonokja, Győr kanonokja, droszói prépost, őrkanonok, később a horvátországi Knin püspöke lett.
1777-ben Mária Terézia királynő a győri, a veszprémi és a zágrábi egyházmegyéktől függetlenítette Vas vármegyét és Zala vármegyét, s létrehozta a szombathelyi püspökséget, élére pedig Szilyt nevezte ki, aki ezt a feladatot haláláig ellátta. Beiktatására 1777. augusztus 20-án került sor Batthyány József bíboros jelenlétében. A vasvári társkaptalant székesegyházi káptalan rangjára emelték, és anyagi alapokról is gondoskodtak.

### Az egyházmegye megszervezése

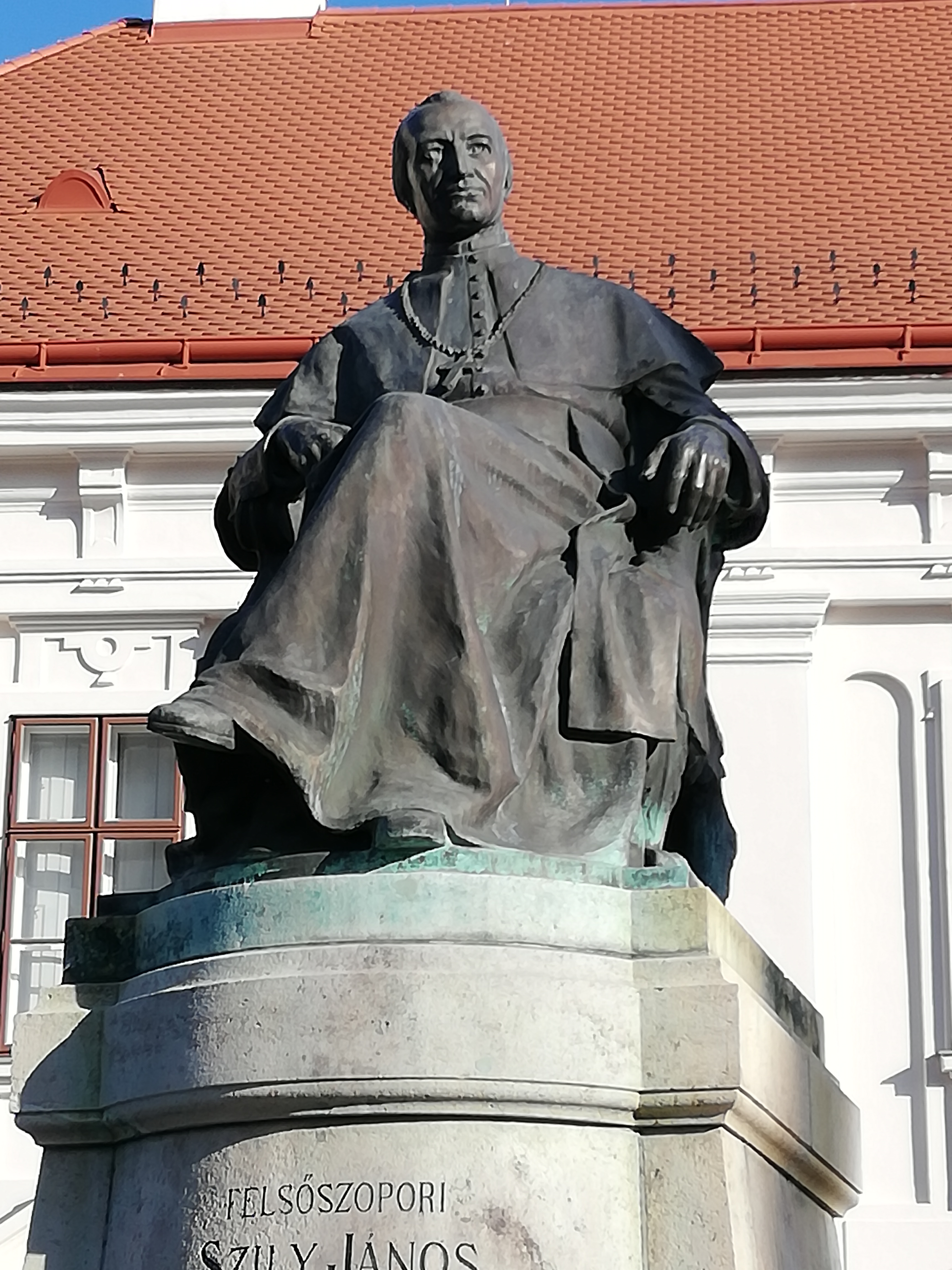
Szobra a szombathelyi székesegyházzal szemben

Szily püspöksége alatt soha el nem évülő érdemeket szerzett Vas vármegye egyházi és kulturális életében, amelyre saját vagyonából is áldozott. Mindjárt munkája kezdetén kiadta azt a főpásztori oktatást, amelyben megfogalmazta a lelkipásztori munkákra vonatkozó főbb irányvonalakat, amihez hasonló kezdeményezésre sehol az országban nem került sor. Ezt a kiadványt minden pap kezébe adta és a későbbi püspökök is megerősítették. 1927-ig ez volt az egyházmegye törvénykönyve.

Körleveleiben rendszeresen tájékoztatta a lelkipásztorokat és híveket az őket érintő hit-, erkölcsi- és egyházfegyelmi kérdésekről. Előírta továbbá egységes katekizmus használatát.
Az egyházmegye megszervezése mellett Hefele Menyhért építésszel felépíttette a püspöki palotát, a püspöki szemináriumot és a Keltz-Adelffy árvaházat. Az épületek freskóinak megfestéséhez híres művészeket hívott, mint Franz Anton Maulbertsch és Dorfmeister Istvánt, utóbbinak legszebb munkái Szentgotthárdon találhatóak. Jó néhány barokk templom, mint a szentgotthárdi, apátistvánfalvai kegyhelyek, továbbá a szombathelyi székesegyház is Szilynek köszönhető. Összesen tizenkilenc új plébániát hozott létre és kétszer vizitálta az egyházmegyét. Az utókorra maradt vizitációk értékes történeti források, egyebek között a nemzetiségi történet kutatása, nemzetiségi plébániák és népi iskolák megismerése terén.
Értékes könyvtárat adományozott a szemináriumnak 1791. december 21-én. 1793-ban megalapította a Királyi Líceumot, ahol rövidesen elkezdődhetett a tanítás. Ő alapította a szombathelyi könyvnyomdát és élénk kapcsolatot tartott fenn a kor magyar irodalmáraival. Schönvisner István Szily kérésére írta meg művét az ókori Savariáról, Szombathely római elődjéről. Schönvisner volt az Egyetemi Könyvtár őre, aki segített a szombathelyi könyvtár előkészítő munkáiban.
A szemináriumban – melynek felépítését legfőbb feladatának tekintette –, felügyelete alatt kiváló professzorok tanították a növendék papokat és teológusokat, a tehetségeseket pedig Rómába küldte tanulmányaik folytatására. A Papnevelő Intézetben tanultak 1952-ig, a kommunista diktatúráig az egyházmegye kispapjai.

### Viszonya a nemzetiségekhez
Szily támogatta a vármegyében élő nem magyar nemzetiségek, németek, horvátok és szlovénok nemzeti fejlődését iskolák alapításával és anyanyelven történő oktatással. Miután elfoglalta a püspöki széket, első egyházlátogatása a Tótságba vezetett. Bőkezű mecénása volt Küzmics Miklósnak, akinek ez a támogatás lehetővé tette hogy teljes életművet készítsen, és lefordítsa a Szentírást a magyarországi szlovének nyelvjárásába, ezzel megalapozva a vend nyelv sztenderdjét. A könyvet és más nemzetiségi nyelven írt műveket Siess János nyomtatta ki, aki a szombathelyi nyomdát vezette. Szily Küzmicset a Tótsági kerület esperesévé nevezte ki, és a Küzmics által írt elemi iskolai tankönyvek egészen 1886-ig forgalomban voltak a szlovén katolikus elemi iskolákban. Ezenkívül a Küzmics-imakönyv huszonnégy kiadást élt meg. 

Szily korához köthető a Vendvidék kialakulása, mivel az új egyházmegye létrehozásával egy területre kerültek a magyarországi szlovének, akik Zala vármegye területén is éltek. Az új vidék, mely akárcsak a Tótság először szintén egyházi jellegű terület volt, később vált földrajzivá.
Szily és Küzmics munkája eredményeképp százhuszonhárom szlovén fiatal előtt nyílt meg a tanulás lehetősége, ebből huszonheten papnak, tízen tanítónak szegődtek el és a Tótságban szolgáltak.

## Művei
- Prodigium principum cui coelum duos praemisit nativitatis prodromos angelum et protomartyrem sive Sanctus Stephanus rex Hungariae cujus magisterio facta est discipula veritatis, quae diu fuerat magistra erroris. Dictione panegyrica celebratus dum Tyrnaviae sub titulo Divi hujus regis erectus, ac devotus illi alumnatus annuis eundem tutelarem suum honoribus prosequeretur. A. s. 1759, die 20. Aug., Tyrnaviae, 1759
- Tanitása, melyet népéhez tartott, midőn ujjon felállított szombathelyi megyéjébe először belépett 1777, Győr, 1777
- Publicatio jubilaei particularis pro haereditariis regnis et provinciis Austriacis a summo pontefice Romano Pio VI. per sex hebdomades anno 1795. concessi in diaecesi Sabariensi, Sabariae, 1795

## Emlékezete

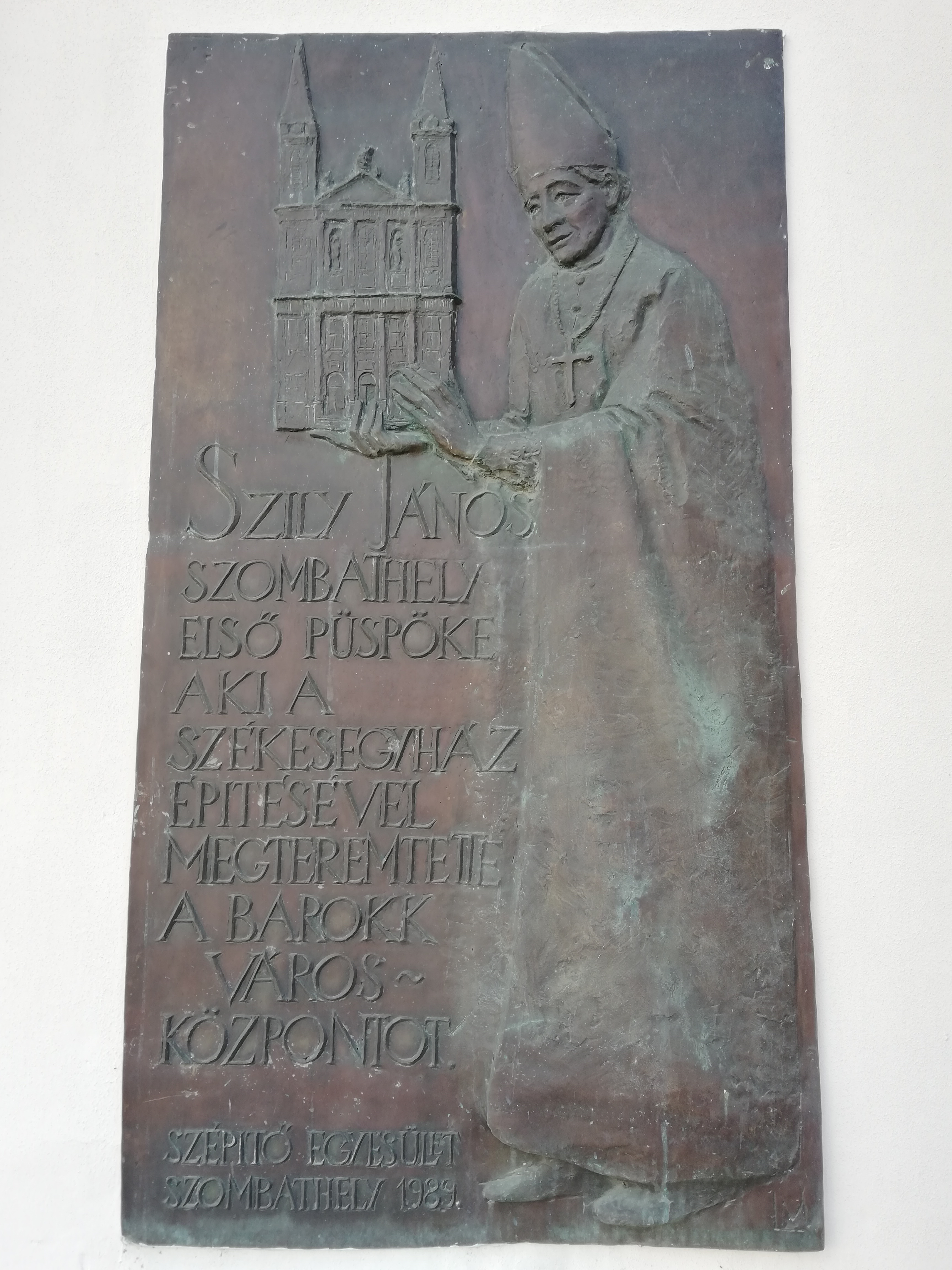
Szily János emléktáblája a szombathelyi püspöki palota falán

2002. július 6-án püspöki koncelebrációs szentmise keretében emlékeztek meg a püspökség alapításának 225. évfordulójáról és Szilyről. Dr. Konkoly István akkori püspök érdemrendet is alapított ez alkalomból Szombathelyi Egyházmegye Szolgálatáért névvel.

Szily működésével Szombathely az egyházi műveltség és szellemi élet központja lett. Számos ma működő intézménynek, így gimnáziumnak, könyvtárnak, iskolának ő vetette meg az alapjait és a magyarországi szlovének vidékének fejlődését is nagyban segítette.
A szombathelyi székesegyházban nyugszik, sírhelyét a Nemzeti Emlékhely és Kegyeleti Bizottság „A” kategóriában a Nemzeti Sírkert részévé nyilvánította.

## Forrásművek
- Géfin Gyula, A Szombathelyi egyházmegye története (1777–1928), Szombathely, 1929
- Géfin, Szombathely vára, Szombathely, 1941
- Géfin, A Szombathelyi székesegyház, Szombathely
- A. F. Sill, Szily János püspök könyvtáralapitása, in: Vasi Szemle, XLVII/1 (1993), pp. 97–100
- A. F. Sill, A személyiség szerepe Szily püspök alkotásaiban, in: Vas megyei levéltári füzetek, C/II (1993), pp. 15–25
- Szilágyi István, Szily János, a városépitô (1735-1799), in: Vasi Szemle, XLIV/1 (1990), pp. 63–67
- Szily János; összeáll. Nagy Éva; Berzsenyi Megyei Könyvtár, Szombathely, 1992 (Vasi életrajzi bibliográfiák)
- Varga Ferenc: Adatok a felsőszopori Szily család történetéhez. In. Vasi honismereti és helytörténeti közlemények. Szombathely, 1995. 3. szám. 27-31. o.